# 申庄水库
申庄水库是中国山西省晋城市陵川县礼义镇境内的一座水库，位于原平河上，建于1963年。水库正常库容为626万立方米，集雨面积为105平方千米，海拔为118.4米。